# جابجایی پارادایم (آلبوم کورن)
جابجایی پارادایم (انگلیسی: The Paradigm Shift)یازدهمین آلبوم استودیویی گروه نیو متال آمریکایی کورن است که به تهیه کنندگی دان گیلمور، توسط چندین لیبل در بریتانیا در ۷ اکتبر ۲۰۱۳ (۱۵ مهر ۱۳۹۲) و روز بعد در ایالات متحده منتشر شد. این اولین آلبوم کورن است که گیتاریست اصلی برایان «هد» ولش، برای اولین بار پس از آلبوم سال ۲۰۰۳ (نگاهی در آینه بینداز)، مجدداً در ترکیب اصلی گروه قرار گرفته‌است.

## فهرست آهنگ‌ها
همهٔ ترانه‌ها توسط جیمز شفر، جاناتان دیویس، برایان ولش، ری لوزیر، رجینالد آرویزو، و دان گیلمور (به جز آن‌هایی که مشخص شده‌است) نوشته شده‌است.
| شماره      | نام                    | نویسنده(ها)                                                                                    | مدت   |
| ---------- | ---------------------- | ---------------------------------------------------------------------------------------------- | ----- |
| ۱.         | «Prey for Me»          |                                                                                                | ۳:۳۸  |
| ۲.         | «Love & Meth»          | جاناتان دیویس، جیمز شفر، برایان ولش، رجینالد آرویزو، ری لوزیر، دان گیلمور، جیسن را، نیک سودارت | ۴:۰۴  |
| ۳.         | «What We Do»           |                                                                                                | ۴:۰۶  |
| ۴.         | «Spike in My Veins»    | جاناتان دیویس، جیمز شفر، برایان ولش، رجینالد آرویزو، ری لوزیر، نایت‌واچ                         | ۴:۲۵  |
| ۵.         | «Mass Hysteria»        |                                                                                                | ۴:۰۴  |
| ۶.         | «Paranoid and Aroused» |                                                                                                | ۳:۳۵  |
| ۷.         | «Never Never»          |                                                                                                | ۳:۴۱  |
| ۸.         | «Punishment Time»      |                                                                                                | ۴:۰۱  |
| ۹.         | «Lullaby for a Sadist» |                                                                                                | ۴:۱۹  |
| ۱۰.        | «Victimized»           |                                                                                                | ۳:۳۶  |
| ۱۱.        | «It's All Wrong»       |                                                                                                | ۳:۳۲  |
| مجموع مدت: | مجموع مدت:             | مجموع مدت:                                                                                     | ۴۲:۵۴ |

## اعضا
کورن
- جاناتان دیویس – خواننده، ساز شستی‌دار، برنامه‌ریزی
- برایان «هد» ولش - گیتار، همخوان
- جیمز «مانکی» شفر- گیتار، همخوان
- رجینالد «فیلدی» آرویزو - بیس
- ری لوزیر - درامز